# Diocesi di Tibiuca
La diocesi di Tibiuca (in latino Dioecesis Thibiucensis) è una sede soppressa e sede titolare della Chiesa cattolica.

## Storia
Tibiuca, identificabile con Henchir Zouitine in Tunisia, è un'antica sede episcopale della provincia romana dell'Africa Proconsolare, il cui primate era il vescovo di Cartagine.
Sono due i vescovi attribuibili a Tibiuca. Il primo è san Felice, che subì la persecuzione all'epoca di Diocleziano; i suoi Acta riferiscono che fu deportato in Italia e che subì il martirio a Venosa in Basilicata; è ricordato nel Martirologio Romano alla data del 15 luglio.
Altro vescovo di Tibiuca è Pascasio, che prese parte alla conferenza di Cartagine del 411, che vide riuniti assieme i vescovi cattolici e donatisti dell'Africa romana; la diocesi in quell'occasione non aveva vescovi donatisti. Un vescovo omonimo prese parte al concilio di Cartagine del 397: potrebbe trattarsi del vescovo di Tibiuca, oppure di quello di Agbia.
Dal 1933 Tibiuca è annoverata tra le sedi vescovili titolari della Chiesa cattolica; dal 2 febbraio 2013 il vescovo titolare è Eugenio Coter, vicario apostolico di Pando e amministratore apostolico di Reyes.

## Cronotassi

### Vescovi
- San Felice † (? - 303 deceduto)
- Pascasio † (menzionato nel 411)

### Vescovi titolari
- Ippolito Rotoli † (2 settembre 1967 - 4 ottobre 1977 deceduto)
- Nestor Celestial Cariño † (9 marzo 1978 - 12 agosto 1980 nominato vescovo di Borongan)
- Patricio Hacbang Alo † (14 aprile 1981 - 9 novembre 1984 nominato vescovo di Mati)
- Jesus Castro Galang † (23 maggio 1987 - 7 dicembre 1991 nominato vescovo di Urdaneta)
- Michael John Sheridan † (9 luglio 1997 - 4 dicembre 2001 nominato vescovo coadiutore di Colorado Springs)
- Andrew Yeom Soo-jung (1º dicembre 2001 - 10 maggio 2012 nominato arcivescovo di Seul)
- Eugenio Coter, dal 2 febbraio 2013